# 乃木坂46 佐藤楓 音色遺産〜愛知69市区町村の音集め〜
『乃木坂 46 佐藤楓 音色遺産～愛知 69 市区町村の音集め～』（のぎざかふぉーてぃしっくすさとうかえで ねいろいさん あいちろくじゅうきゅうしちょうそんのおとあつめ）は、2022年10月3日から2024年2月25日までテレビ愛知で放送されていたミニ番組・紀行番組である。テレビ愛知開局40周年記念番組として放送された。

## 概要
愛知県出身の乃木坂46佐藤楓が、愛知県のそれぞれの市区町村ならではの「オンリー1の音色」を紹介する2分30秒のミニ番組。愛知県の69市町村を1エリア一週間（週6回）に渡り放送する。日曜版ではその週に取り上げた５つの音を集めた総集編（ダイジェスト版）を放送していた。
2023年12月30日には1時間の年末特番『コレ聴いたら絶対行きたくなる！音色ツアーズ』が放送された。佐藤のほか、筒井あやめと宮下草薙が出演した。
全69市区町村を紹介し、2024年2月25日に地上波放送を終えた。

## 放送時間
いずれも日本標準時。
- 月曜 - 金曜 17:26 - 17:30 （2022年10月3日 - 2024年2月23日）
- 日曜 22:48 - 22:54 （2022年10月9日 - 2024年2月25日）

## 配信
- Locipo

## 出演者
- 佐藤楓（乃木坂46）
- 相澤伸郎（テレビ愛知アナウンサー、ナレーション）